# Король Дидиди
Король Дидиди (яп. デデデ大王 Дэдэдэ Дайо, англ. King Dedede) — персонаж и основной антагонист в серии игр Kirby, созданный сотрудником HAL Laboratory Масахиро Сакураи. Дидиди впервые появляется в 1992 году в игре Kirby’s Dream Land в качестве главного босса. Он фигурирует почти во всех играх серии, за исключением игр Kirby & the Amazing Mirror (2004) и Kirby and the Rainbow Curse (2015). Король присутствует в манге про Кирби, аниме, и серии игр Super Smash Bros (начиная с Brawl).
Король Дидиди — самопровозглашённый король Страны Снов (англ. Dreamland) и главный друг-враг Кирби. Несмотря на то, что Дидиди — главный антагонист серии, игровые критики сходятся во мнении, что он не всегда проявляет плохие черты своего характера. Доказательством может служить то, что он нередко объединяется с Кирби для противостояния с общим врагом в некоторых играх. В большинстве случаев его антагонистическая натура связана с тем, что его разум постоянно кто-то контролирует.

## Характеристики
Король Дидиди — тучное пингвиноподобное существо, одетое в красный королевский плащ с тиснением в виде его собственной эмблемы — жеста Виктория. Носит жёлтые рукавицы, опоясан красно-жёлтым зигзагообразным поясом. Король обычно всегда вооружён тяжёлым деревянным молотом, временами молот модифицируется, в частности на него устанавливается реактивный двигатель, шипы или лазерное оружие для увеличения силы.
У Дидиди есть те же способности, что и у Кирби — вдыхание объектов и выплёвывание оных с большой силой и способность летать, вобрав в себя воздух. Несмотря на то, что он основной злодей серии, по мнению критиков он не совсем соответствует этому типажу, являясь скорее жадным, нежели злым. Дидиди может помогать Кирби и наравне с ним сражаться с врагами и временами конкурировать с ним в мини-играх, например в скоростном поедании еды.

## Появления

### Основная серия
Король Дидиди дебютирует как главный злодей в игре Kirby’s Dream Land в которой он крадёт еду у жителей Страны Снов, вынуждая Кирби прийти к нему в замок и сразиться с ним. В Kirby’s Adventure он раскалывает Звёздный Жезл (англ. Star Rod) (источник снов жителей), лишая жителей возможности видеть сны и запечатывает Кошмара (англ. Nightmare) в Фонтане Снов(англ. Fountain of Dreams). Однако Кирби побеждает Короля и к его ужасу воссоединяет жезл и водружает на вершину фонтана, высвобождая Кошмара, поскольку он не знал истинных намерений Короля. В Kirby’s Dream Land 2 он появляется как предпоследний босс и противостоит игроку под влиянием сущности, известной как Тёмная Материя (англ. Dark Matter), настоящего финального босса игры. В Kirby Super Star он появляется в мини-играх Весенний Бриз, Трасса Гурмана, и Самурай Кирби, а также в качестве одного из боссов в мини-игре Арена. В Kirby’s Dream Land 3 Дидиди (снова под влиянием Тёмной Материи) сражается с Кирби в качестве предпоследнего босса игры.
Король играет роль одного из главных героев в Kirby 64: The Crystal Shards, помогая Кирби в некоторых местах после того, как тот в очередной раз освобождает его от влияния Тёмной Материи. Дидиди также появляется в трёх мини-играх. Изображения бета версии Kirby 64: The Crystal Shards показывали, что Король Дидиди должен был быть играбельным персонажем. В Kirby Tilt 'n' Tumble Король крадёт для себя звёзды с неба и Кирби должен сражаться с ним, чтобы вернуть их на место. В Kirby: Nightmare in Dream Land, ремейке Kirby’s Adventure, он играет ту же роль, что и в оригинале. Король Дидиди появляется в качестве первого босса игры Kirby: Squeak Squad. В отличие от предыдущих игр он разучился вызывать Уоддл Ди (англ. Waddle Dee). Он появляется в игре Kirby’s Return to Dream Land в качестве одного из четырёх играбельных персонажей наряду с Кирби, Мета Рыцарем (англ. Meta Knight) и Уоддл Ди и как играбельный персонаж в многопользовательском режиме игры Kirby: Triple Deluxe, мини игре Тур Дидиди и ритмичной музыкальной мини-игре Барабанный порыв Дидиди. Самостоятельная версия игры Барабанный порыв Дидиди была выложена в интернет-магазин Nintendo eShop в качестве загружаемого контента.Он появляется в начальной и конечной сценах игры Kirby: Planet Robobot, а также как босс и играбельный персонаж в игре Kirby Star Allies и босс в игре Kirby and the Forgotten Land.
Король Дидиди появляется также в спин-офф играх серии. Он появляется в качестве финального босса в игре Kirby’s Pinball Land.. В игре Kirby's Avalanche он является финальным оппонентом. Дидиди появляется в качестве босса в игре Kirby’s Dream Course (точнее его роботизированная версия). В Kirby’s Block Ball Король Дидиди является скрытым финальным боссом. В Kirby’s Star Stacker он противостоит Кирби в режиме Пройденный Раунд, Кирби должен уменьшить количество очков оппонента до нуля, чтобы перейти на следующий этап. В версии игры на SNES, выпущенной только в Японии, он показан в качестве финального босса. Король является открывающимся персонажем в Kirby Air Ride и Kirby: Canvas Curse. Дидиди является боссом в играх Kirby’s Epic Yarn и Kirby Mass Attack. Хотя он и отсутствует в игре Kirby and the Rainbow Curse как полноценный персонаж, Король Дидиди представлен в виде коллекционной фигурки. Дидиди в качестве фигурки amiibo увеличивает здоровье Кирби.

### Другие появления
Король Дидиди появлялся и вне игр про Кирби. Он появляется в каждом манга-комиксе про Кирби. Первая манга написана Йосико Сакумой и опубликована компанией Shogakukan в 1992 году. Последняя на сегодняшний момент манга датирована 2012 годом и называется она Hoshi no Kirby: Pack to Daibaku Show, автор Юки Каваками. Дидиди — один из главных героев аниме Kirby: Right Back at Ya!, где он представлен как король Страны Снов, который пытается устранить Кирби любой ценой, как правило заказывая монстров в структуре Предприятие Кошмара.(англ. Nightmare Enterprises) Король фигурирует в серии игр Super Smash Bros. Первоначально его хотели включить ещё в первой и второй частях игры, однако впервые он появился лишь в игре Super Smash Bros. Brawl. Он возвращается в качестве играбельного персонажа в играх Super Smash Bros для 3DS и Wii U и Super Smash Bros. Ultimate.

## Отзывы критиков
Начиная с первой игры серии, Kirby’s Dream Land Король Дидиди получает положительные отзывы. GamesRadar включил Дидиди в «Топ-9 „плохих парней“ которые не так плохи как кажутся», отметив что «Дидиди только что совершил „преступление“, потому что знал что Кошмар заразит Фонтан Снов и попытался остановить его, дабы не дать Кошмару вторгнуться в сны граждан страны с помощью Жезла». Хотя Дидиди был «исторически главным раздражителем розового шара», Complex отмечает, что Дидиди по популярности превосходит лишь Мета Рыцарь.
В 2007 году интернет-сайт IGN предположил, что Король Дидиди может появится в следующей игре Super Smash Bros, так как он является «классическим злодеем серии игр Kirby», а также отметив, что директором игры является Масахиро Сакураи. UGO Networks отметил, что он «крутой», поскольку «молот в его руках, покрытых перчатками отображает в нём злого пингвина». Они также включили битву с ним в Kirby’s Dream Land в «Топ-50 сложнейших битв с боссами», поставив её на 7-е место. Он процитирован на сервисе Yahoo! Voices в качестве одного из пяти лучших персонажей в Super Smash Bros. Brawl.